# تشارلي بالمر
تشارلي بالمر (بالإنجليزية: Charlie Palmer)‏ (10 يوليو 1963 أيلزبري المملكة المتحدة - ) هو لاعب كرة قدم بريطاني.